# Lupinus carhuamayus
Lupinus carhuamayus är en ärtväxtart som beskrevs av Charles Piper Smith. Lupinus carhuamayus ingår i släktet lupiner, och familjen ärtväxter. Inga underarter finns listade i Catalogue of Life.